# Área de manejo de hábitats y/o especies Cerro Verde e Islas de la Coronilla
El Área de manejo de hábitats y/o especies Cerro Verde e Islas de la Coronilla es un área protegida costero-marítima ubicada en el parque Santa Teresa, en el departamento de Rocha, Uruguay. Siendo desde el año 2011 parte del Sistema Nacional de Áreas Protegidas. Desde el punto de vista geográfico, incluye la Punta Coronilla, el Cerro Verde o Punta de los Loberos y el complejo de islas oceánicas asociado a Isla Verde. El área está comprendida dentro de la Reserva de la Biosfera “Bañados del Este y Franja Costera” (UNESCO), y además es parte de un Sitio RAMSAR (Ley N.º 15.377).
Está actualmente bajo la jurisdicción de la autoridad administrativa del Parque Santa Teresa, dependiente del Servicio de Parques del Ejército (SE.PA.E.), limita al N con el Hotel Parque Oceánico, al S con el Parque Santa Teresa, al W con la Ruta 9 y al E con el océano Atlántico. La franja marina adyacente al sitio abarca el mar territorial uruguayo hasta las 5 millas náuticas (límite del Sitio Ramsar), limitado al N y al S por líneas perpendiculares a la línea de costa.

## Descripción
El clima corresponde a templado húmedo en la esquema de clasificación climática de Trewartha, con una temperatura media anual de 16 °C y 950 mm de precipitación media anual
El cerro se encuentra sobre la costa oceánica, cuya características lomadas (de 20 - 30 m s. n. m. de altitud aproximada) tienen asociadas planicies a las dunas costeras. El Cerro Verde tiene una altura de 10 a 25 m s. n. m. Está compuesto de rocas graníticas, revestido en casi toda su superficie por arenas eólicas. Junto con otras elevaciones locales forma parte del macizo granítico de Santa Teresa
El cerro está rodeado por playas que hacia el norte tienen características intermedias entre disipativas y reflectivas y al sur son reflectivas[cita requerida]. El fondo marino presenta una dominancia de arena en la faja costera con proporciones variables de sedimento calcáreo y, por debajo de los 15 metros aproximadamente, algunas zonas con barro o mezclas de arena y barro.
El área posee gran diversidad biológica, con más de 4000 especies terrestres y marinas, entre los que se encuentran vertebrados, macroinvertebrados, halófitas y macroalgas, con una alta riqueza específica local

## Fauna

### Marina

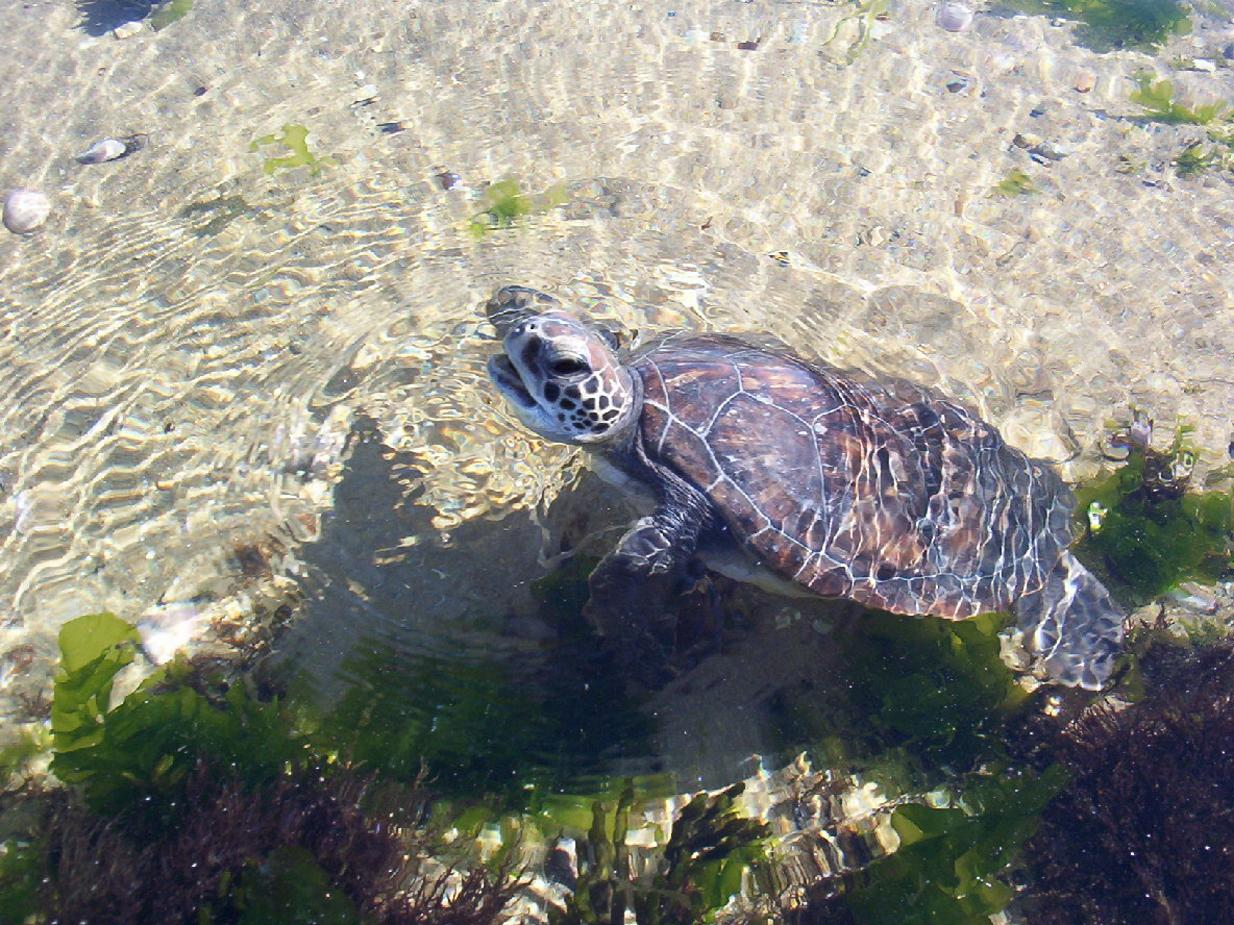
Tortuga Verde.

El Cerro Verde es zona de alimentación y desarrollo de muchas especies migratorias, entre la que se destacan los ejemplares juveniles de tortuga verde Chelonia mydas. También pueden avistarse cetáceos, tanto locales como migratorios. Como ejemplo de los primeros pueden citarse la tonina Tursiops truncatus y el delfín Franciscana (Pontoporia blainvillei), y entre las especies migratorias se encuentra la Ballena Franca austral (Eubalaena australis).

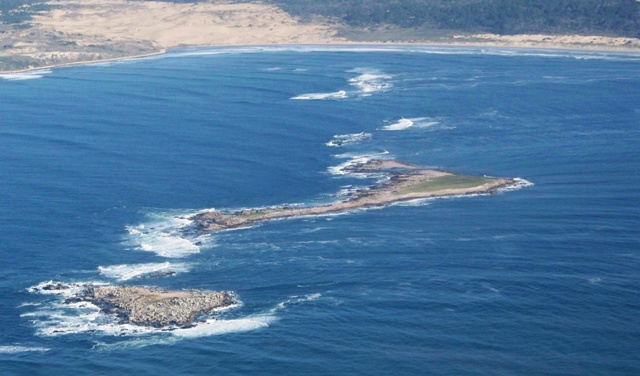
Cerro Verde e Islas de La Coronilla.

## Cerro Verde e Islas de la Coronilla parte del Sistema Nacional de Áreas Protegidas (SNAP) de Uruguay
Con la firma del Decreto Nº285/11 por parte del Presidente de la República, la ministra de Vivienda, Ordenamiento Territorial y Medio Ambiente y el ministro de Defensa Nacional, desde agosto de 2011 se completó el proceso de ingreso de Cerro Verde e Islas de la Coronilla al Sistema Nacional de Áreas Protegidas (SNAP), bajo la categoría de “área de manejo de hábitats y/o especies”.
Cerro Verde es la octava área en ingresar al SNAP, la cuarta del departamento de Rocha.

Características del área

Esta zona comprende la Punta Coronilla, El Cerro Verde y el territorio marino adyacente, incluyendo un complejo de islas oceánicas, se trata de 1688 hectáreas administradas por el Ministerio de Defensa Nacional a través del SEPAE (Servicios de Parques del Ejército) y 5 millas náuticas de territorio marino. Está comprendida dentro del Sitio Ramsar Bañados del Este y Costa Atlántica aprobado por dicha convención internacional en 1982.
Se caracteriza por una gran diversidad de ambientes y paisajes que sustentan una gran diversidad de especies. Entre las que se destacan: la tonina, el delfín franciscana, la ballena franca austral y la tortuga verde, una especie que utiliza el área como hábitat de alimentación y desarrollo y que está catalogada como “en Peligro de Extinción” por la UICN, además de otras especies de tortugas catalogadas como en peligro crítico o amenazadas como la laúd y la cabezona.
Se destaca la presencia de bosques costeros como el bosque psamófilo y el bosque galería, además se distingue la presencia de un área relictual de matorral costero espinoso, así como de pajonales, praderas psamófilas e inundables y dunas móviles.
Este ecosistema genera oportunidades para las comunidades locales y la sociedad como la recreación, el turismo, la educación, la investigación, el desarrollo de actividades productivas compatibles con la conservación, así como el mantenimiento de tradiciones y culturas locales que fortalecen nuestra identidad.
Los objetivos que persigue el ingreso del área al Sistema son los siguientes:
- conservar una muestra representativa del ecosistema marino-costero y sus hábitats asociados
- conservar la diversidad biológica en sus tres niveles (ecosistemas, especies y genes)
- mantener la singularidad paisajística de la zona
- contribuir al desarrollo sustentable del área y la región de influencia (promover la pesca artesanal y deportiva así como el turismo local, de acuerdo a pautas que se establecerán en el Plan de Manejo)
- ofrecer oportunidades para la educación y la recreación
- promover actividades de investigación y monitoreo
A partir de la aprobación de este Decreto deberá iniciarse el proceso de elaboración del “Plan de Manejo” definiendo las pautas y planes generales correspondientes al área (art. 12, Ley N.º 17.234).
En esta nueva etapa se espera contar con la activa participación de todos los actores involucrados, ahora en el marco de constituir la futura Comisión Asesora Específica de Cerro Verde e Islas de la Coronilla.
Decreto de ingreso al SNAP del Cerro Verde e Islas de la Coronilla (enlace roto disponible en Internet Archive; véase el historial, la primera versión y la última).